# Philipp Schobesberger
Philipp Schobesberger (n. 10 decembrie 1994, Viena, Austria) este un fotbalist austriac, care în prezent joacă la Rapid Viena în Bundesliga Austriacă pe postul de mijlocaș.

## Cariera de jucător
Schobesberger a câștigat Cupa Austriei cu FC Pasching în sezonul 2012-2013. El s-a transferat în vara anului 2014 la Rapid Viena.  Contractul pe care l-a semnat inițial a fost până în 2018, dar pe 28 august 2015 s-a prelungit cu an.

## Palmares
FC Pasching
- Cupa Austriei: 2012-2013[1]

## Statistici
La 21 februarie 2016.
| Club           | Sezon         | Campionat            | Campionat | Campionat | Cupă    | Cupă   | Continental | Continental | Total   | Total  |
| Club           | Sezon         | Campionat            | Meciuri   | Goluri    | Meciuri | Goluri | Meciuri     | Goluri      | Meciuri | Goluri |
| -------------- | ------------- | -------------------- | --------- | --------- | ------- | ------ | ----------- | ----------- | ------- | ------ |
| Pasching       | 2011–12       | Regional Liga Centru | 25        | 3         | 0       | 0      | —           | —           | 25      | 3      |
| Pasching       | 2012–13       | Regional Liga Centru | 27        | 6         | 6       | 0      | —           | —           | 33      | 6      |
| Pasching       | 2013–14       | Regional Liga Centru | 30        | 14        | 3       | 1      | 2           | 0           | 35      | 15     |
| Pasching       | Total         | Total                | 82        | 23        | 9       | 1      | 2           | 0           | 93      | 24     |
| Rapid Viena II | 2014–15       | Regional Liga Est    | 1         | 0         | —       | —      | —           | —           | 1       | 0      |
| Rapid Viena    | 2014–15       | Bundesliga           | 27        | 8         | 3       | 1      | 0           | 0           | 30      | 9      |
| Rapid Viena    | 2015–16       | Bundesliga           | 22        | 6         | 3       | 3      | 9           | 2           | 25      | 7      |
| Rapid Viena    | Total         | Total                | 49        | 14        | 6       | 4      | 9           | 2           | 64      | 20     |
| Total carieră  | Total carieră | Total carieră        | 131       | 37        | 15      | 5      | 11          | 2           | 157     | 44     |

## Legături externe
- Profil pe worldfootball.net
- Profil pe UEFA.com